# Fjodor Filipovič Dovre
Fjodor Filipovič Dovre (rusko Фёдор Фили́ппович Довре), nemški general francoskega rodu, * 1. september 1766, † 22. avgust 1846.
Bil je eden izmed pomembnejših generalov, ki so se borili med Napoleonovo invazijo na Rusijo; posledično je bil njegov portret dodan v Vojaško galerijo Zimskega dvorca.

## Življenje
Rodil se je v Dresdnu (Spodnja Saška) v družini francosko-plemiškega rodu.
V rodnem mestu je prejel izobrazbo na Inženirski akademiji. Leta 1784 je vstopil v poljsko vojsko; med vstajo leta 1794 je bil aretiran in zaprt. 
Zmagoviti Rusi so ga osvobodili in 21. februarja 1795 je vstopil v rusko vojsko kot inženirski stotnik. Sprva je bil predavatelj fortifikacij in inženirstva v Artilerijski in inženirski vojaški šoli. 
Leta 1799 je bil povišan v polkovnika in leta 1801 je postal vodja risalne sobe v inženirskem oddelku v generalštabu. Leta 1805 je bil premeščen v veleposlaništvo na Kitajskem. 
Leta 1807 je sodeloval v bojih, nakar pa je postal načrtovalec obrambnih inštalacij na zahodni fronti Ruskega imperija. 15. septembra 1811 je bil povišan v generalmajorja. 
V veliki patriotski vojni se je odlikoval v bitki za Polotsk. Po vojni je ostal v Parizu s specialnimi nalogami in leta 1815 je bil poslan na Poljsko, kjer je izdelal geodetske meritve njenih mej. Pozneje je bil premeščen še v Litvo in nato je sodeloval še v bojih s Turki. 
Leta 1831 je postal glavni svetovalec obrambnega ministra in član zbora za vojaško-šolske zavode, nato pa načelnik štaba rezervne armade. 
Pokopan je na volkovskom luteranskem pokopališču.